# Demokratická strana Koreje
Demokratická strana Koreje (hangul: 더불어민주당; hanča: 더불어民主黨; přepis: Toburomindžudang) je jihokorejská liberální politická strana. Předsedou strany je od roku 2025 Jung Chung-rae, nástupce I Če-mjonga, který zvítězil v prezidentských volbách v roce 2025. Od roku 2024 má strana převahu v jihokorejském parlamentu. Společně se Stranou lidové moci jde o jednu z předních politických stran v Jižní Koreji.

## Historie strany

### Založení
V roce 2014 byla strana založena pod názvem Nová politická aliance pro demokracii (NPAD) poté, co se nezávislá skupina vedená An Čchol-suem rozhodla sloučit s Demokratickou stranou vedenou Kim Han-gilem. An a Kim společně převzali vedení nově vzniklé strany jako spolupředsedové.

### Vedení Mun Če-ina
7. února 2015 byl zvolen novým předsedou strany Mun Če-in. Jelikož byl Mun vůdcem frakce, podporující někdejšího prezidenta No Mu-hjona, nebyl Anem ani Kimem moc podporován. Po neúspěchu ve volbách a v době krize ve straně, když se frakční boj přiostřoval a Mun odmítnul vyhlásit volby na nového předsedu strany, což An Čchol-su navrhoval, tak An ze strany vystoupil. Zanedlouho po něm vystoupil ze strany i Kim Han-gil.
27. ledna 2016 Mun rezignoval a novým předsedou byl zvolen Kim Čong-in.

### Vedení I Če-mjonga
I byl zvolen předsedou 77,7% hlasů v srpnu 2022. V té době byl vyšetřován prokuraturou kvůli údajné korupci za svého působení ve funkci starosty města Songnam. 16. února 2023 byl vydán na Ia zatykač kvůli obvinění z korupce a úplatkářství. Návrh na zatčení Iho byl ale zamítnut Národním shromážděním těsným rozdílem. Z toho důvodu se strana rozdělila na dvě frakce. Na tu, která Ia podporuje a druhou, která podporuje jeho zatčení.

## Názory
Strana ostře zkritizovala záměr Japonska vypustit radioaktivní vodu z jaderné elektrárny Fukušima do moře a zkritizovala vládu Jun Sok-jola, že nezaujala pevné opoziční stanovisko.
Potom, co prezident Jun Sok-jol nečekaně vyhlásil v noci ze 3. na 4. prosince 2024 v zemi stanné právo, usiluje o jeho sesazení.  První návrh na impeachment parlamentem neprošel, kvůli bojkotu vládnoucí Strana lidové moci. Napodruhé návrh prošel. 

## Významní členové

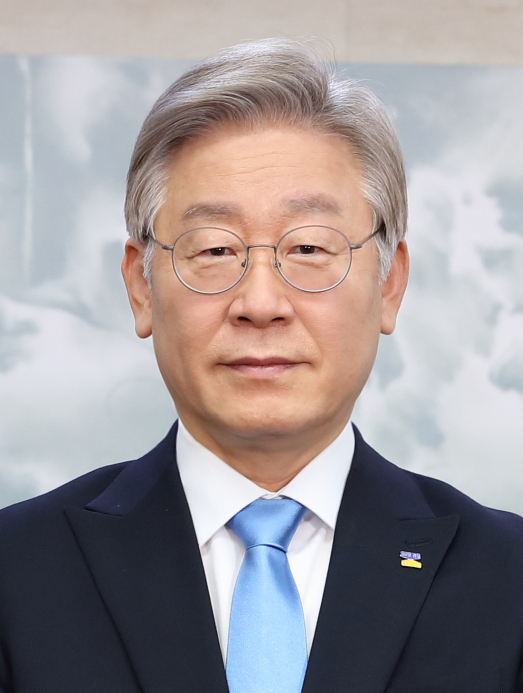
Prezident I Če-mjong
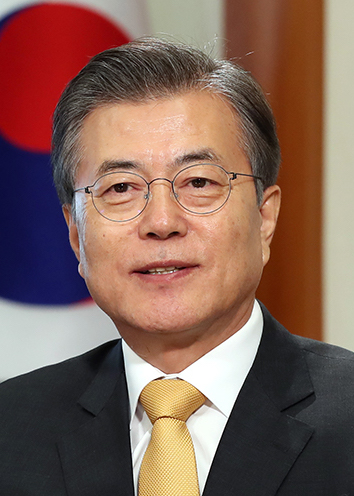
Bývalý prezident Mun Če-in
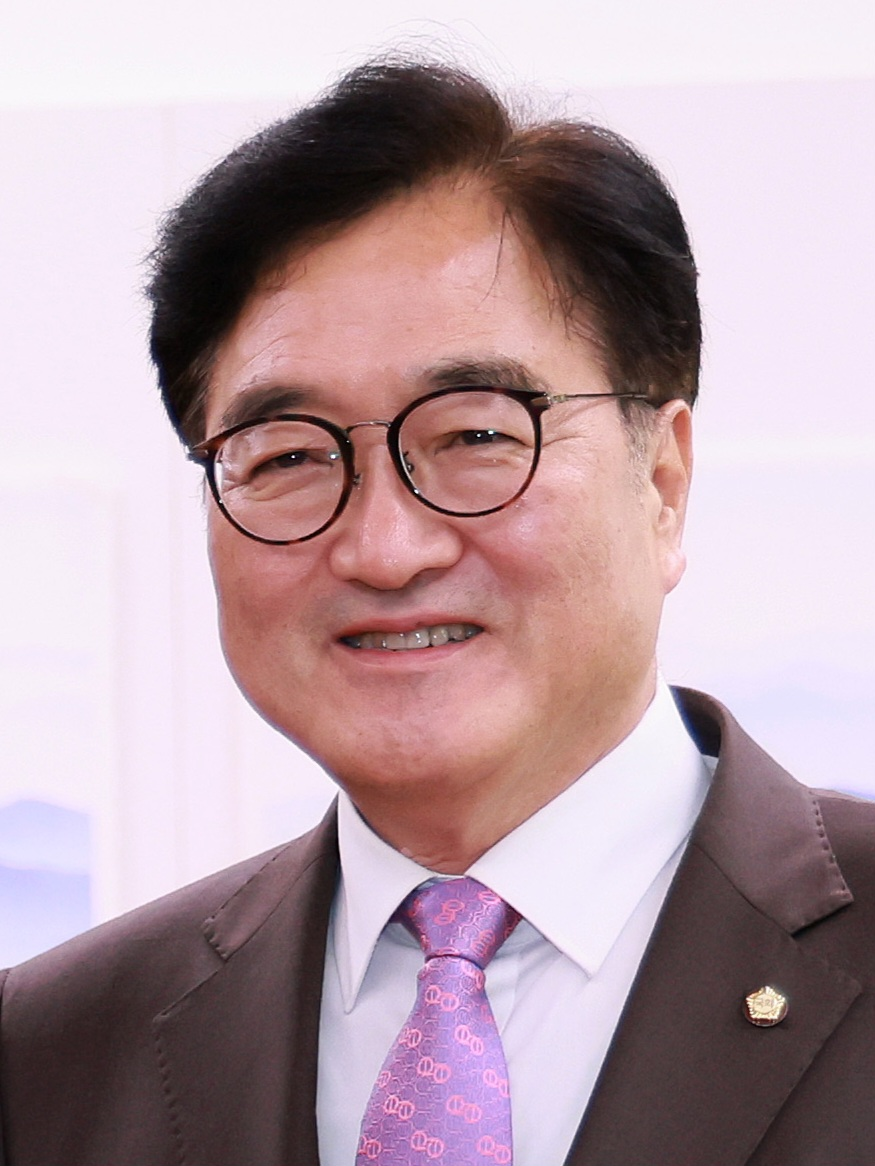
Současný předseda Národního shromáždění U Won-sik[pozn. 1]

## Logo a barvy
| barva   | HEX     | poznámka     |
| ------- | ------- | ------------ |
| modrá   | #162584 | od roku 2024 |
| modrá   | #003C96 |              |
| fialová | #5A1B87 |              |
| zelená  | #006464 |              |

logo používané od roku 2024
starší verze loga (2016–2024)
ikona strany